# زتا سگ کوچک
زتا سگ کوچک یک ستاره است که در صورت فلکی سگ کوچک قرار دارد.